# Ања Лукић
Ања Лукић (Београд, 30. мај 1999) српска је атлетичарка која се такмичи у трци на 100 метара са препонама. Државна је рекордерка Србије у трци на 60 метара препоне у дворани времену 8,07 секунди. Са штафетом 4 х 100 метара држи рекорд Србије у времену 44,36 секунди.

## Достигнућа
На Првенству Балкана у Измиру 25. маја 2024. Ања Лукић је заједно са Иваном Илић, Катарином Вретом и Миланом Тирнанић истрчала нови рекорд Србије у штафети 4 х 100 метара у времену 44,36 секунди.
На традиционалном Новогодишњем митингу Црвене звезде у Атлетској дворани на Бањици, Ања Лукић је 29. децембра 2024. у трци на 60 м препоне истрчала нови рекорд Србије у дворани резултатом 8,07 секунди. Претходни рекорд је са 8,11 такође био у њеном власништву од 18. фебруара 2024.

## Лични рекорди
На отвореном:
- 100 метара  — 11.72 (Краљево 2021)
- 200 метара  — 24.60 (Београд 2020)
- 100 метара са препонама — 13,13 (Краљево 2023)
- Штафета 4 х 100 метара —  44,36 (Измир 2024) НР

У дворани:
- 60 метара  — 7,48 (Београд 2022 и 2024)
- 60 метара са препонама — 8,07 (Београд 2024) НР